# Canon EOS 10D
D60 20D
Le Canon EOS 10D est un appareil photographique reflex numérique semi-professionnel au format APS-C de 6,3 mégapixels commercialisé par Canon en mars 2003.
Cet appareil appartient à la gamme Canon EOS (Electro Optical System). Il est le successeur de l'EOS D60 et le prédécesseur de l'EOS 20D.

## Description technique
- Processeur d'image DIGIC
- 7 collimateurs de mise au point
- Sensibilité ISO de 100, 200, 400, 800, 1600 et 3200
- Vitesse d'obturation de 30 s à 1/4000 s
- Exposition TTL sur 35 zones avec 3 modes : évaluative, pondérée centrale, partielle
- Compensation de l'exposition -2 EV à +2 EV par 1 / 3 EV ou 1 / 2 EV
- Balance des blancs automatique (plus 5 positions et préréglage manuel)
- Viseur pentaprisme
- Écran couleur à cristaux liquides TFT de 46 mm
- Mode flash E-TTL
- 3 images par seconde en mode rafale (max. 9 images)

## Changements par rapport à l'EOS D60
L'EOS 10D bénéficie d'un certain nombre d'améliorations par rapport à son prédécesseur, le EOS D60.
- il embarque un autofocus à 7 points (3 pour le D60)
- les cartes CompactFlash sont formatées en FAT32, ce qui permet d'utiliser des cartes de plus de 2 Go.
- il embarque un nouveau processeur d'image DIGIC de première génération
- la sensibilité ISO a été étendue. Elle va maintenant de 100 à 1600 ISO avec possibilité de monter à 3200.
- l'appareil intègre un capteur d'orientation qui détecte le sens de la photo et la réoriente donc automatiquement pour le visionnement de celle-ci.

Par contre, la définition reste inchangée.

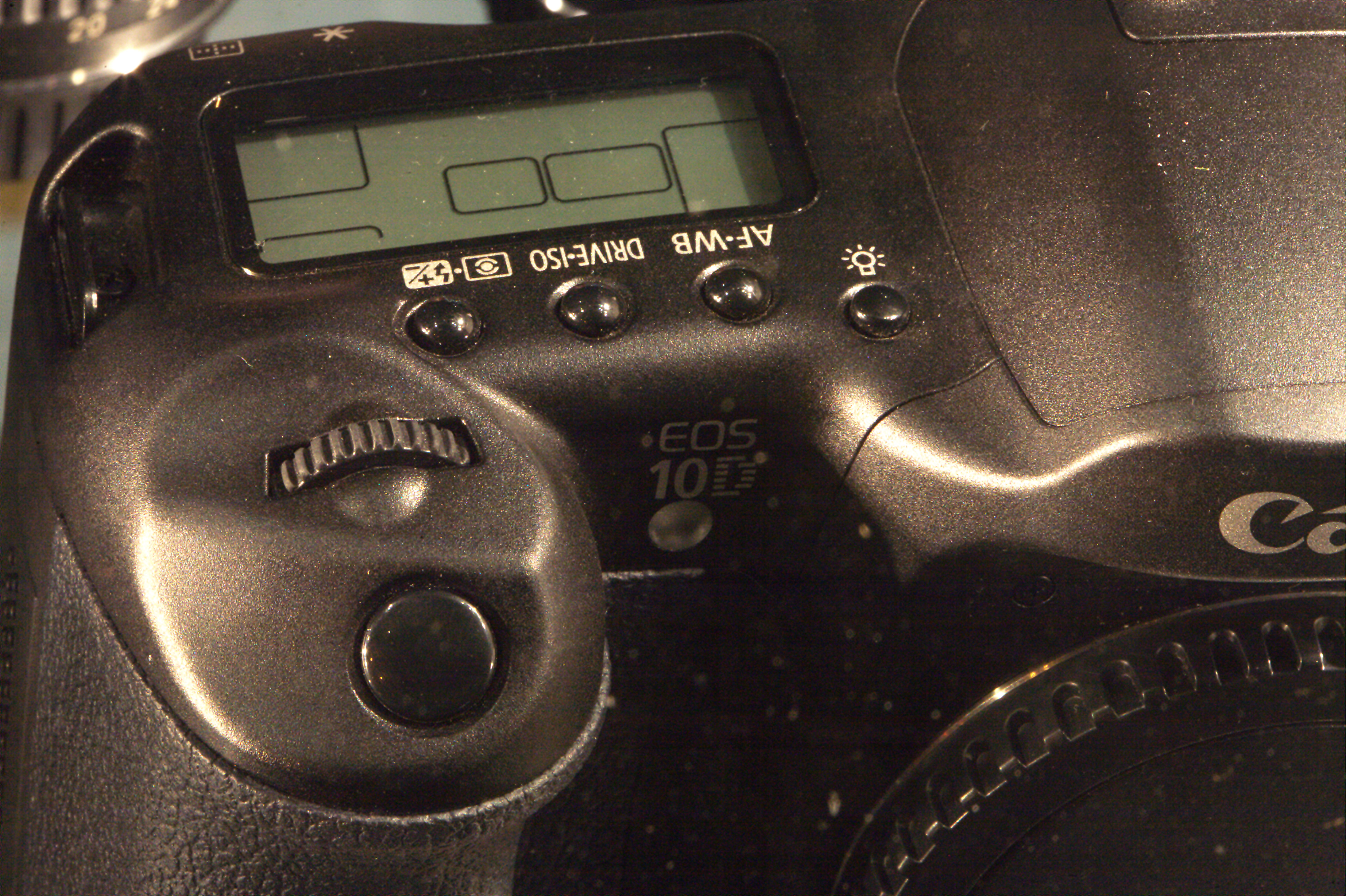
Écran supérieur et déclencheur.

## Accessoires

### Flash
L'EOS 10D est compatible avec tous les flashes de la gamme Canon Speedlite.

### Objectifs
L'EOS 10D est compatible avec tous les objectifs Canon EF mais pas les EF-S

### Poignée d'alimentation
Il existe un grip (poignée) pour l'EOS 10D : Le grip Canon BG-ED3